# Мария, Нивея
Нивея Мария Кандиду Граиб, более известная как Нивея Мария (порт. Nívea Maria, род. 7 марта 1947) — бразильская актриса. Наиболее известная по роли Эдны Альбиери в телесериале «Клон».

## Биография
Своё имя актриса получила в честь известной косметической марки, приобретшей большую популярность в Бразилии в момент её рождения. На настоящий момент она уже снялась более чем в 40 телесериалах (преимущественно студии «Глобу»).
Она вопреки желанию родителей (также, как и сестра — Глауси Граиб) стала актрисой. В 1965 г. на съемках сериала она влюбляется и вскоре выходит замуж за актёра Эдсона Франсу, от брака с которым появляются на свет двое детей — Эдсон и Вивиана. В 1971 году Нивея уезжает в Рио-де-Жанейро «на заработки», где влюбляется в будущего режиссёра Рабыни Изауры Эрвала Россано. Она разводится с Эдсоном и в 1976 г. выходит замуж за Эрвала. В 1980 г. у неё родилась младшая дочь — Ванесса.
Второй брак, длившийся 27 лет, закончился разводом в 2003 году. Эрвал Россано после развода прожил недолго — он скончался в мае 2007 года.

## Избранная фильмография
- 2015 — Вне времени — Зилда
- 2012 — Спаси меня, Святой Георгий — Изауринья
- 2009 — Дороги Индии — Кочи Меетха
- 2007 — Запретное желание …. Магнолия
- 2007 — Пророк — Мария Луиза Рибейро ди Соуза
- 2005 — Америка …. Мазе
- 2003 — Слава …. Корина
- 2003 — Дом семи женщин …. Мария Гонсалвес
- 2001—2002 — Клон / O Clone — Эдна Альбьери
- 1999 — Тихие страсти Магдалены …. Аделия
- 1999 — Нежный яд …. Нана
- 1998 — В мире женщин …. Сузана (эпизод)
- 1997 — Защитница …. Августа
- 1995 — Рвущееся сердце …. Алисия
- 1994 — Тропиканка — Соледад
- 1993 — Моя мечта …. Элиза
- 1992 — Камень о камень …. Шимена
- 1991 — Моя любовь, моя печаль — Беренисе
- 1990 — Gente Fina …. Жоана
- 1988 — Новая жизнь …. Жема
- 1987 — Brega & Chique …. Зилда
- 1986 — Золотые годы …. Беатриз
- 1984 — Падре Сисеру — Аделия
- 1984 — Свободен чтобы летать …. Бия
- 1980 — Крылатое сердце …. Роберта
- 1980 — Olhai os lírios do campo …. Оливия Миранда
- 1981 — Бесконечные земли — Донана
- 1978 — Мария, Мария …. Мария Алвес/Мария Дуза
- 1977 — Дона Шепа …. Розалия
- 1976 — Две жизни …. Эбе
- 1976 — Фасоль и мечты …. Мария Роса
- 1975 — Смуглянка …. Каролина
- 1975 — Габриэла ….Жеруза Бастос
- 1973 — Полубог — Сонинья
- 1974 — Погоня за золотом …. Вания
- 1972 — Роза с любовью …. Терезинья
- 1972 — Первая любовь …. Элена
- 1969 — Хижина дяди Тома …. Элиза
- 1969 — Кровь от моей крови …. Синтия
- 1965 — Цена жизни …. Тула ди Линьярес
- 1964 — Другое лицо Аниты — Патрисия

## Премии
- 2004 — премия APCA trophy — лучшая телеактриса (сериал «Дом семи женщин»).